# 菲利普·范·帕里斯
菲利普·范·帕里斯 (法語：Philippe Van Parijs，法語：[filip vɑ̃ paʁɛjs]；1951年5月23日—)，比利時左翼自由意志主義哲學家和政治經濟學家，以作為無條件基本收入的主要推動者和守護者而聞名 也是第一位系統地處理語言正義的學者。